# Condado de Pulaski (Illinois)
El condado de Pulaski es un condado estadounidense, situado en el estado de Illinois. Según el censo de los Estados Unidos del 2000, la población es de 7348 habitantes. La cabecera del condado es Mound City.

## Geografía
Según la Oficina del Censo de los Estados Unidos, el condado tiene un área total de 526 km² (203 millas²). De éstas 521 km² (201 mi²) son de tierra y 8 km² (3 mi²) son de agua.

### Colindancias
- Condado de Union - norte
- Condado de Johnson - noreste
- Condado de Massac - este
- Condado de Ballard - sureste
- Condado de Alexander - oeste

## Historia
El Condado de Pulaski se separó de los condados de Alexander y Johnson en 1843, su nombre es en honor de Kazimierz Pułaski, soldado y político Polaco, conocido como el "Padre de la Caballería Estadounidense". 

## Demografía
Según el censo del año 2000, hay 7348 personas, 2893 cabezas de familia, y 1941 familias que residen en el condado. La densidad de población es de 14 hab/km² (37 hab/mi²). La composición racial tiene:
- 66.52% Blancos (no hispanos)
- 1.46%  Hispanos (Todos los tipos)
- 31.00% Negros o Negros Americanos (no hispanos)
- 0.27%  Otras razas (no hispanos)
- 0.93%  Asiáticos (no hispanos)
- 1.14%  Mestizos (no hispanos)
- 0.14%  Nativos Americanos (no hispanos)
- 0.27%  Isleños (no hispanos)

Hay 2893 cabezas de familia, de los cuales el 31% tienen menores de 18 años viviendo con ellos, el 47.40% son parejas casadas viviendo juntas, el 15.80% son mujeres que forman una familia monoparental (sin cónyuge), y 32.90% no son familias. El tamaño promedio de una familia es de 2.44 miembros.
En el condado el 27% de la población tiene menos de 18 años, el 8.30% tiene de 18 a 24 años, el 25.30% tiene de 25 a 44, el 21.70% de 45 a 64, y el 17.40% son mayores de 65 años. La edad media es de 38 años. Por cada 100 mujeres hay 91.8 hombres. Por cada 100 mujeres mayores de 18 años hay 89.3 hombres.

Tabla de la evolución demográfica:
|       | 1900   | 1910   | 1920   | 1930   | 1940   | 1950   | 1960   | 1970 | 1980 | 1990 | 2000 |
| ----- | ------ | ------ | ------ | ------ | ------ | ------ | ------ | ---- | ---- | ---- | ---- |
| TOTAL | 14 554 | 15 650 | 14 629 | 14 834 | 15 875 | 13 639 | 10 490 | 8741 | 8840 | 7523 | 7348 |

## Economía
Los ingresos medios de un cabeza de familia el condado es de $25 361, y el ingreso medio familiar es $33 193.00 Los hombres tienen unos ingresos medios de $29 198 frente a $19 656 de las mujeres. El ingreso per cápita del condado es de $13 325.00 El 24.70% de la población y el 20.50% de las familias están debajo de la línea de pobreza. Del total de gente en esta situación, 34.70% tienen menos de 18 y el 21.30% tienen 65 años o más.

## Ciudades y pueblos
| - Karnak - Mound City - Mounds - New Grand Chain | - Olmsted - Pulaski - Ullin |

### Lugares designados por el censo
| - America - Boaz - Grand Chain - Hillerman - Meridian | - North Mounds - Perks - Spencer - Villa Ridge |